# William T. Cobb

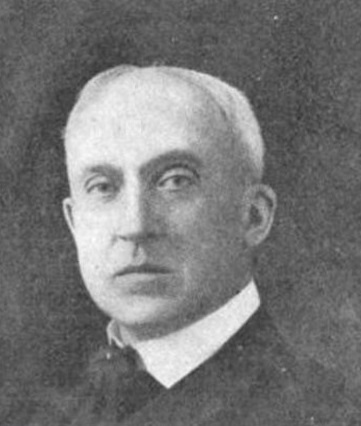
William T. Cobb

William T. Cobb (23 de julho de 1857 - 24 de julho de 1937) foi um político dos Estados Unidos.
Cobb nasceu em Rockland, no Maine em 23 de julho de 1857. Ele se formou em 1877 pela Bowdoin College, onde foi membro da Fraternidade Psi Zeta. Depois de completar sua graduação, ele foi estudar na Alemanha. Ele estudou na Universidade de Leipzig e na Universidade de Berlim. Após sua formação na Alemanha, ele retornou aos Estados Unidos e estudou Direito na Universidade de Harvard.
Ele foi nomeado candidato para o cargo de governador do Maine pelo Partido Republicano em 1904. Ele foi empossado governador em 4 de janeiro de 1905. Ele ganhou a reeleição em 1906. Durante sua administração, leis mais severas sobre a reestruturação econômica foram aprovadas.
Cobb deixou o cargo em 6 de janeiro de 1909. Ele faleceu em 24 de julho de 1937, em Rockland, no Maine.

## Fonte da tradução
- Este artigo foi inicialmente traduzido, total ou parcialmente, do artigo da Wikipédia em inglês cujo título é «William T. Cobb».